# Bellemagny
Bellemagny település Franciaországban, Haut-Rhin megyében. Lakosainak száma 148 fő (2022. január 1.). Bellemagny Bretten, Sternenberg, Guevenatten, Saint-Cosme, Angeot, Vauthiermont és Eteimbes községekkel határos.

## Népesség
A település népességének változása:
| Lakosok száma | 188  | 188  | 192  | 190  | 176  | 162  | 148  | 148  | 148  |
|               | 2013 | 2015 | 2016 | 2017 | 2018 | 2019 | 2020 | 2021 | 2022 |